# Capgrossos Macers
Els Capgrossos Macers, coneguts també per Capgrossos de la Ciutat, són una parella de figures que encapçalen el Seguici Popular de Barcelona, al costat dels gegants Jaume I i Violant. Representen macers d'una processó, i el portador sempre surt amb una maça a la mà.

## Història
Daten del 1985, quan els geganters de la parròquia de Sant Josep de Calassanç els encarregaren a l'imatger Domènec Umbert. S'enllestiren aquell mateix any i a partir d'aleshores acompanyaren les figures de la colla a les sortides.

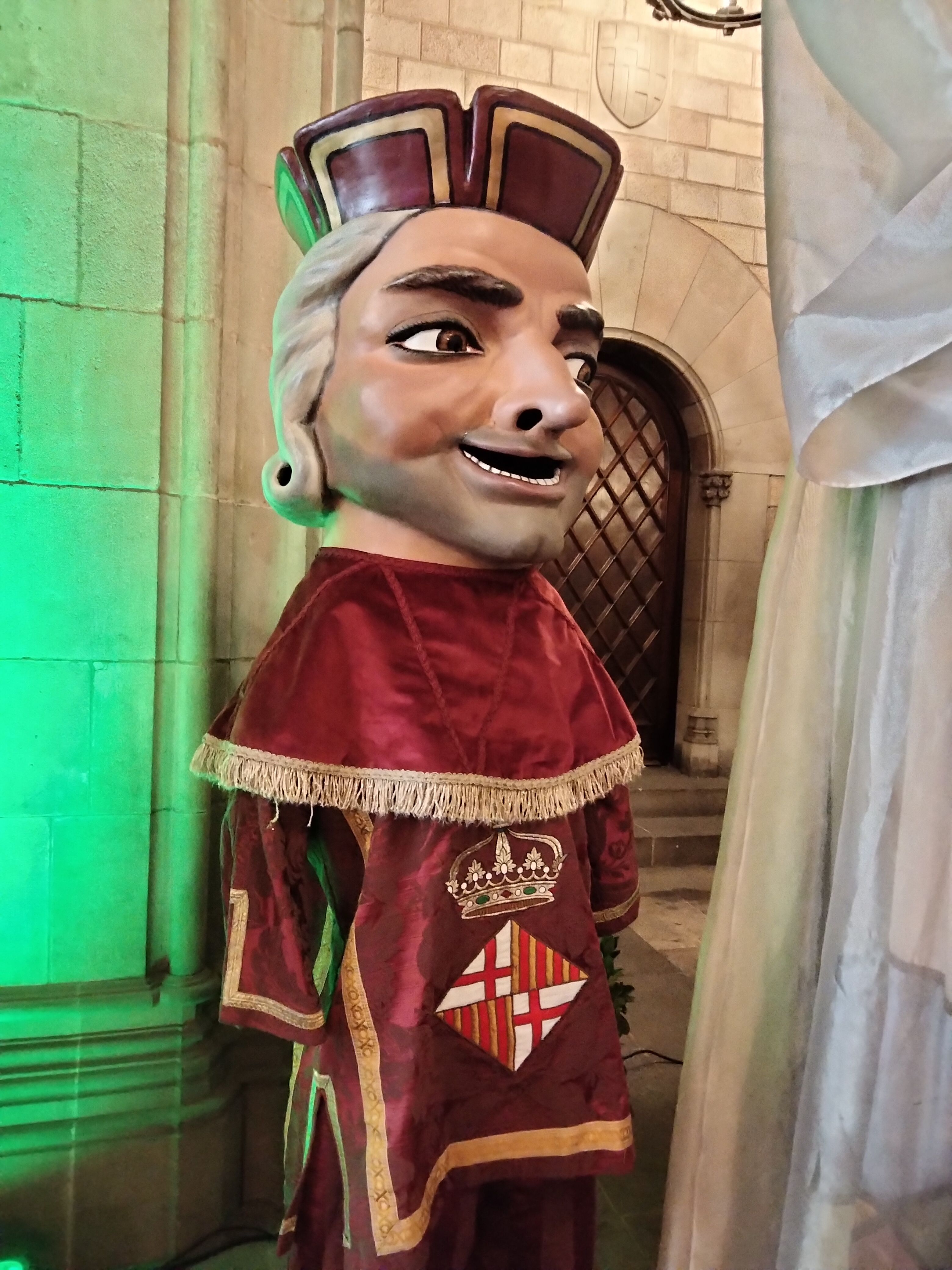
Capgròs Macer a l'exposició de Corpus a l'ajuntament. Any 2023

Pocs anys després, el 1993, la Coordinadora de Geganters de Barcelona i la Coordinadora de Colles de Gegants i Bestiari de la Ciutat Vella sol·licitaren als geganters de Sant Josep de Calassanç que els Capgrossos Macers poguessin anar a totes les sortides amb els Gegants de la Ciutat, de manera que van començar a formar part del Seguici Popular de Barcelona —amb gegants, bèsties i més figures— i adquiriren el nou protocol que els pertocava (els actes on havien de participar, les músiques que havien de ballar...). En aquesta nova etapa els restauraren les maces, que encara avui porten a la mà, i els pintaren l'escut de la ciutat. Amb el temps les figures passaren a ser custodiades per la Coordinadora de Geganters de Barcelona, entitat que encara n'és responsable.
Els Capgrossos Macers tenen ball propi, que estrenaren el 1999 al Toc d'Inici de les festes de la Mercè, ocasió on es deixen veure any rere any. Ballen una peça anomenada La Gavaldana, de Xavier Padrissa, amb una coreografia de la Colla Gegantera de Sant Josep de Calassanç.
Són portats per els joves de les diferents colles de la ciutat, que els fan ballar en totes les sortides en que participen, d'acompanyants dels gegants de la Ciutat.
L'any 2021 a la ballada de Vigilia de Corpus, adaptada per la Covid, estrenen nous vestits, fets pel Taller Casserras  de Solsona i els nous tenen uns colors més granosos i amb l'escut de la Ciutat al pit.
Al 2024, han fet diveses sortides extraordinaries, per la celebració dels 600 anys de gegants a la Barcelona.